# Helius flavus
Helius flavus är en tvåvingeart som först beskrevs av Walker 1856.  Helius flavus ingår i släktet Helius och familjen småharkrankar. Arten är reproducerande i Sverige. Inga underarter finns listade i Catalogue of Life.
Artens utbredningsområde sträcker sig från Storbritannien i västeuropa till Primorje kraj i de östligaste delarna av Ryssland. Fynd har gjorts i Österrike, Bulgarien, Tjeckien, Danmark, Finland, Frankrike, Tyskland, Storbritannien, Ungern, Irland, Italien, Litauen, Nordmakedonien, Nederländerna, Polen, Rumänien, Serbien, Slovakien, Sverige, Schweiz, Ukraina och 
Ryssland.